# Acanthoscelidius acephalus
Espèce
Acanthoscelidius acephalus est une espèce de Coléoptères de la famille des Curculionoidea.

## Systématique
Le nom valide complet (avec auteur) de ce taxon est Acanthoscelidius acephalus (Say, 1824).
L'espèce a été initialement classée dans le genre Coeliodes sous le protonyme Coeliodes acephalus Say, 1824.
Acanthoscelidius acephalus a pour synonyme :
- Acanthoscelis tenebrosus Dietz, 1896
- Coeliodes acephalus Say, 1824